# 主戦騎手
主戦騎手（しゅせんきしゅ）とは、競馬における1頭の競走馬の専属騎手を指す用語である。主戦と簡略することもある。主戦騎手といっても、海外遠征やGI競走などで他の競走馬の主戦騎手として騎乗することもあり、騎手が必ずその競走馬に騎乗するわけではない。主戦騎手からみてその馬を「お手馬」という。
あるいは、ある厩舎で主に騎乗する騎手を、（その厩舎の）主戦騎手と呼ぶ場合もある。以前は、厩舎所属の騎手が、その厩舎の有力馬に騎乗するケースがほとんどだったことから、（平場オープンなどで見習騎手が乗ることに対して）常に騎乗する騎手を主戦騎手と言っていた。
特殊な例としては、馬主が、馬の所属厩舎に関係なく、特定の騎手に騎乗依頼を行うことがあった。「ヒシ」の冠名が付いた馬の主戦騎手であった小野定夫（特定の厩舎に所属していない、いわゆるフリー騎手でのさきがけでもあった）や、「サクラ」の冠名の馬の小島太などが挙げられる。

## 具体的な例
トップジョッキーになると自分が主戦騎手を務める競走馬が同じ競走で出走することもある。当然この場合はどちらかを選択する必要があるが、過去にあった例として、1998年の毎日王冠（GII）が挙げられる。このレースでは双方とも的場均が主戦騎手を務めるグラスワンダーとエルコンドルパサーが出走し、的場は悩みに悩みぬいた末、グラスワンダーに騎乗することを選択した。結果はグラスワンダーが5着、エルコンドルパサーは蛯名正義に乗り替わって2着だった。
しかしその後、グラスワンダーはその年の有馬記念、さらに翌年は宝塚記念、有馬記念に勝利しグランプリ3連覇を達成。エルコンドルパサーは毎日王冠以降は蛯名が主戦騎手を務めることになり、日本の3歳馬としては初のジャパンカップ制覇や海外に拠点を移して凱旋門賞で2着に健闘するなど大活躍した。ただ、グラスワンダーの現役最後の引退レースは蛯名が騎乗している。
かつては1998年の宝塚記念でのエアグルーヴとサイレンススズカ、1997年の有馬記念でのマーベラスサンデーとエアグルーヴ、2006年の皐月賞でのアドマイヤムーンとフサイチジャンクなど武豊が主戦騎手を務める競走馬が複数頭、同一GI競走に出走する事例が頻繁に起きた（いずれの競走も武は前競走馬に騎乗した）。GI競走には比較的レベルの高い競走馬が出走してくるため、以前に武豊が手綱を取ったことがある競走馬も多かった。
2019年の牡馬クラシックに向けてはサートゥルナーリアとアドマイヤマーズが有力馬として目されていたが、両馬はいずれもミルコ・デムーロが主戦騎手を務め、いずれも前年の2歳馬としての成績は4戦4勝であった。その後、同年の1月10日にサートゥルナーリアの鞍上はクリストフ・ルメールに乗り替わることが発表され、デムーロはアドマイヤマーズに騎乗することとなった。同年の皐月賞で両馬は初めて対決し、サートゥルナーリアは同レースを優勝、アドマイヤマーズは4着だった。

## 日本の主な厩舎とその主戦騎手
- 久保田貴士:蛯名正義、田辺裕信
- 国枝栄:後藤浩輝（以前）、クリストフ・ルメール
- 昆貢:四位洋文、松田大作（以前は柴原央明、藤田伸二）、横山典弘、古川吉洋
- 佐々木晶三:佐藤哲三（以前）
- 鮫島一歩:安藤勝己（以前）
- 白井寿昭（引退）:岩田康誠
- 角居勝彦:クリストフ・ルメール、岩田康誠、四位洋文
- 友道康夫:岩田康誠、福永祐一、藤岡康太
- 橋口弘次郎（引退）:小牧太、武豊、上村洋行、大崎昭一
- 藤沢和雄:北村宏司、横山典弘（以前は岡部幸雄）、クリストフ・ルメール
- 藤原英昭:岩田康誠、福永祐一、戸崎圭太、岡田祥嗣(以前は藤田伸二）、岩田望来
- 松田博資（引退）:岩田康誠、川田将雅、安藤勝己
- 音無秀孝:北村友一、川田将雅、松若風馬
- 池江泰寿:川田将雅、クリストフ・ルメール、池添謙一、荻野極
- 高木登:大野拓弥、菅原明良
- 戸田博文:武藤雅 (以前は藤田伸二)
- 中内田充正:川田将雅、藤岡佑介
- 田中博康:戸崎圭太
- 堀宣行:石橋脩、福永祐一、クリストフ・ルメール、戸崎圭太（以前）
- 矢作芳人:坂井瑠星、古川菜穂、福永祐一
- 安田隆行:川田将雅、北村友一、斎藤新
- 鹿戸雄一:横山武史、三浦皇成
- 伊藤圭三:永野猛蔵